# Dipkarpaz
Dipkarpaz es un pueblo en el norte de la isla de Chipre. Se encuentra en la península de Karpasia.
De su población de aproximadamente 5300 personas, unos 250 son grecochipriotas. Con ello, Dipkarpaz forma el asentamiento con la mayor población grecochipriota en RTNC.

## Ciudades hermanadas
- Ankara